# یوداکتمولا
یوداکتمولا (به لاتین: Udakottamulla) یک منطقهٔ مسکونی در سری‌لانکا است که در استان مرکزی (سری‌لانکا) واقع شده‌است.